# Záriečie
Záriečie és un poble i municipi d'Eslovàquia que es troba a la regió de Trenčín. La primera menció escrita de la vila es remunta al 1475.

## Demografia
| Godina             | 1994 | 2004   | 2014   | 2024   |
| ------------------ | ---- | ------ | ------ | ------ |
| Nombre de persones | 667  | 675    | 706    | 696    |
| Diferència         |      | +1,19% | +4,59% | −1,41% |

| Godina             | 2023 | 2024 |
| ------------------ | ---- | ---- |
| Nombre de persones | 696  | 696  |
| Diferència         |      | +0%  |